# Agrilus addendus
Agrilus addendus es una especie de insecto del género Agrilus, familia Buprestidae, orden Coleoptera. Fue descrita por Crotch, 1873.
Se encuentra en el sur de Estados Unidos y norte de México. A los adultos se los encuentra en Acacia rigidula, Prosopis glandulosa y Vachellia farnesiana.